# Петар Поповић (архитекта)
Пера Ј. Поповић (Прилеп, 25. мај 1873 - Београд, 4. фебруар 1945) био је српски архитекта, хералдичар и вексилолог. Поред запажених архитектонских достигнућа дао је велики допринос и српској хералдици и вексилологији.

## Детињство и школовање
Поповић је рођен 13/25. маја 1873. у свештеничкој породици у Прилепу, у тадашњем Отоманском царству. Његова породица је напустила Македонију (Стару Србију) када је био дете и преселила се у Смедерево, где је стекао основно образовање и завршио нижу гимназију. Школовање је наставио у Београду, где је најпре студирао Вишу гимназију, а затим је прешао у Реалку, прешавши У 7. разреду из класичне у техничку средњу школу коју је завршио са одличним оценама.
Још од најранијих дана је показао изузетан таленат за цртање. Посебно се истиче његов цртеж „Девојке”, који је израдио са само 13 година.
Поповић је наставио студије архитектуре на Техничком факултету Велике школе (1892−1896), где је развио интересовање за споменике српске средњовековне уметности, под утицајем професора Драгутина Милутиновића и Андре Стевановића, који су били изузетни познаваоци споменика српске средњовековне културе и пресудно су утицали на његово усмеравање ка будућем пројектовању у националном стилу, проучавању српских средњовековних манастира, конзерваторској делатности, као и на то да се и сам касније посвети професорском позиву.

## Министарство грађевинарства
Један је од ретких студената који након завршених студија није отишао на усавршавање у иностранству. По завршеним студијама, Поповић се 1897. запослио у Министарству грађевинарства, где је остао да ради наредне три деценије. Најпре је по доласку добио место ванредног подинжењера II класе. Његова изузетна преданост и марљивост су учиниле да константно напредује у служби. Већ 1899. је добио место подинжињера II класе, након неколико месеци је унапређен у подинжињера I класе, а 1900. је постављен за архитекту III класе.  Године 1901. је положио државни испит за архитекте и почео самостално да пројектује.
У наредним годинама је прошао кроз све архитектонске класе. Године 1914. је постављен за начелника II класе. Постао је члан Грађевинског савета, на челу са Андром Стевановићем, које је деловало при Министарству, као и члан Српског удружења инжењера и архитеката.
Почевши од 1916. године обављао је разне дужности ван земље. Током рата, најпре је краће време боравио на Корзици, потом у Риму, где је био изузетно активан, обилазећи и прегледавајући бројне грађевине. Посебно се заинтересовао за зграду италијанског парламента, која је тада била у изградњи.
По налогу Министарства је копирао планове, који су могли корисно да послуже у довршавању парламента у Београду, који се такође налазио у изградњи. Бавио се и набавком литературе, за коју је сматрао да би била корисна за Архитектонско одељење у Београду. Због лошег стања, проузрокованог сталним проблемима са стомаком, малокрвношћу и инфекцијама, неколико месеци је провео на лечењу у Ђенови. Након опоравка се отишао у Ницу. Једно време је боравио у Ници, а пред сам крај рата на Крфу, где је имао намеру да формира Архитектонско одељење.
1919. је постављен за начелника I класе Министарства грађевинарства Краљевине Срба, Хрвата и Словенаца.
Током дугогодишњег рада у Министарству грађевина реализовао је велики број пројеката, углавном за објекте јавне намене, вршио надзор при извођењу дела других аутора и био члан многобројних комисија и стручних жирија.
На месту начелника грађевинарства је остао до 1927. када се на сопствени захтев пензионисао. Иако је добио државну пензију, наставио је да се бави пројектантским, истраживачким и публицистичким радом до краја живота.

## Професор
Године 1919. године постао је хонорарни професор средњовековне српске и византијске архитектуре на Универзитету у Београду, где је водио катедру Византијске архитектуре. Своје студенте је усмеравао ка пројектовању у националном стилу. Попут својих професора Милутиновића и Стевановића, током каријере се интензивно бавио проучавањем и заштитом српских средњовековних архитектонских споменика. Осим што је већину својих резултата објављивао у научној и стручној периодици, запажања је презентовао и у дневној штампи. Аутор је више од педесет историографских чланака и неколико монографија.

## Грађевинарство и архитектура
Иако је, у складу са временом у коме је стварао, Поповић нудио решења која се стилом могу јасно сврстати у академизам, на бази његових пројеката се може утврдити да је био наклоњен моравском стилу српске средњовековне архитектуре, те тим својим поменутим делима је примену истог и промовисао.
Један од његових првих пројеката по доласку у Министарство грађевина је био план нове зграде за стан подкомандира пограничне страже на Дашчаном Кладенцу из маја 1897. године, једноставне приземне грађевине, правоугаоне основе, са фасадом без декоративних елемената.
Вршио је надзор током изградње и дао решење горњег нивоа и крова зграде Градске куће (раније Скупштине Општине, Окружне зграде) у Крушевцу 1903. године.
Под његовим надзором је обављена последња рестаурација Лазарице, у периоду од 1904. до 1908. године. Његово интересовање за рестаурацију Лазарице појавило се крајем 1901. године, када је боравио у Крушевцу. Упоредивши претходни комисијски план са самом грађевином, уочио је извесне нетачности те је предложио стручну нову комисију. Министарство је усвојило његов предлог и поставило га за надзорног стручњака рестаурације. У том послу се суочио веома озбиљним задатком, посебно јер није располагао документацијом ο изгледу цркве пре свих накнадних назиђивања. Трудио се да коришћењем истог материјала, беловодски пешчар, којим је црква првобитно грађена, колико је било могуће умањи разлику између новог и старог. У томе је успео, мада ce пажљивим посматрањем грађевине разлике јасно примећују. Ипак, овом рестаурацијом Лазарици у највећој мери враћен првобитан изглед. Πο озбиљности приступа послу, избору метода и коначној реализацији, његов рад може представљати подстицај и за многе савремене рестаураторске подухвате. Данашњи изглед Лазарице се углавном задржао онакав какав му је дао Петар Поповић. Његов пионирски рад означио је почетак у развоју савремене службе заштите споменика културе у Србији.
Макета тако обновљене Лазарице је на Балканској изложби награђена златном медаљом, а потом изложена y Београду код Коларца. Поповић је аутор пројекта куле-звонаре изграђене 1908. године, која се налази двадесетак метара западно од Лазарице.
Израдио је пројекте за Основну школу у Буковачи и Основну школу у Призрену (обе 1907).
Аутор је пројекта Цркве Светог Ђорђа у Старом Костолцу, грађене од 1923. до 1925. године.
Поред поменутих, учествовао је у пројектовању, извођењу или и пројектовању и извођењу следећих објеката: Капеле Белимарковић у Врњачкој Бањи (1903), Окружне зграде у Зајечару (1907), Окружне зграде у Врању (1908), Хотела Петроград у Београду (1912), зграде Руски цар у Београду (1922—1925.), Спомен цркве са костурницом у Штипу (1926), Цркве у Костолцу (1926), Куће Димитријевића у Београду (1928), Цркве Самодреже (1928, са Александром Дероком), Цркве Александра Невског у Београду (1930, са Василијем Андросовим), зграде Министарства просвете у Београду (1933) и Манастира Ваведење у Београду (1936).

## Хералдика и вексилологија
Осим архитектуре, Поповић је такође био ангажован на пољима хералдике, вексилологије и историографије. Аутор је званичног емблазона грба Краљевине Срба, Хрвата и Словенаца (од 1929. Краљевине Југославије) из 1921. године. Дао је прецизан опис заставе која се чува на Хиландару, а која се приписује цару Душану.

## Академик
За резултате које је постигао као пројектант, професор и научник постао је 16. фебруара 1925. дописни члан Српске краљевске академије. Наредне 1926. године је постао и члан Масарикове академије рада у Прагу.

## Одликовања
За заслуге на пољу културе, народне просвете и науке, добитник је више ордена. Одликован је Краљевским орденом Светог Саве V, IV реда (1907), и III реда. За заслуге према круни, држави и нацији одликован је Краљевским орденима Белог орла IV и V степена. Добитник је и ордена Карађорђеве звезде IV реда.
Сарађивао је са многим хуманитарним удружењима. Налазио се у управи друштва „Свете Јелене”, активно је сарађивао и са удружењима „Коло српских сестара“, „Друштво црвеног крста“, „Руски клуб“, „Београдско женско друштво“ и другим и често је позиван на јавне догађаје које су ова друштва приређивала.